# Alphonse Maeder
Alphonse Maeder (La Chaux-de-Fonds, Romandía, 11 de septiembre de 1882 – Zúrich, Suiza alemana, 27 de enero de 1971) fue un médico suizo que se especializó en psiquiatría y psicoterapia. Trabajó como asistente de Eugen Bleuler y Carl Gustav Jung así como con Sigmund Freud.